# Russenorsk
Russenorsk (Noors voor "Russo-Noors") (Russisch: руссенорск) was een pidgintaal uit het noordelijke deel van Europa die Russische en Noorse taalelementen combineerde. Het werd gesproken in de 18de, 19de en het eerste deel van de 20ste eeuw.

## Ontstaan en voorkomen
De taal werd gecreëerd door Russische handelaren en Noorse vissers van Noord-Noorwegen en het Russisch schiereiland Kola. De taal werd gebruikt over een periode van 150 jaar in de zogenaamde Pomorhandel, zoals de ruilhandel tussen Noren en Russen aan de Noors-Russische grens in het noorden. De eerste tekenen van de nieuwe taal manifesteerden zich reeds in de 18de eeuw, maar ze ontwikkelde zich in de 19de eeuw, de belangrijkste periode waarin men het Russenorsk gebruikte.
Het is een zeer interessante pidgintaal, omdat ze gebruikt werd ver van gebieden waar nog andere pidgintalen bestonden. Een belangrijk sociolinguïstisch feit is dat er geen sociale verschillen tussen de gebruikers bestonden. Een speciale morfologische eigenschap is dat het werkwoord eindigt op -om. Dit werd waarschijnlijk overgenomen uit een Russisch-Engelse pidgintaal in Archangel waarover verder weinig bekend is.
Het Russenorsk werd gesproken tijdens de 18de en 19de eeuw. De Russische Revolutie bracht in 1917 een einde aan de pidgintaal.

## Grammatica en taalsysteem
Pidgintalen ontstaan vaak doordat handelslui uit verschillende taalgebieden behoefte hebben aan een minimale vorm van communicatie. Zoals alle pidgintalen had het Russenorsk een rudimentaire grammatica en een beperkte woordenschat, die grotendeels bestond uit woorden die essentieel waren voor de handel en het vissen (bijvoorbeeld vis, water, geld en betalen). Zelden kwamen andere woorden voor, die met bijvoorbeeld politiek of cultuur te maken hebben. Er zijn ongeveer 400 verschillende woorden teruggevonden. Het Russenorsk wordt vaak geciteerd in de literatuur als een voorbeeld van een stabiele pidgintaal.
Een speciale morfologische eigenschap is dat het werkwoord eindigt op -om. 

## Voorbeelden
In volgende voorbeelden staat R voor Russisch en N voor Noors :
- "Moja på tvoja." - "Ik spreek jouw taal."
  - Moja : R
  - På : N
  - Tvoja : R
- "Kak sprek? - Moja njet forsto." - "Wat zeg jij? - Ik versta het niet."
  - Kak : R
  - Sprek : N
  - Moja : R
  - Njet : R
  - Forsto : N
- å råbbåtom - werken (R: работать)
- å krale - stelen (R: украсть)
- klaeba - brood (R: хлеб)
- balduska - heilbot

## Kritiek
De Nederlandse taalkundige Frederik Kortlandt bestrijdt de categorisering van het Russenorsk als een pidgintaal. Volgens hem was het slechts een variant van het Noors met enkele - voornamelijk lexicale - Russische invloeden.